# Troglohyphantes henroti
Troglohyphantes henroti är en spindelart som beskrevs av Dresco 1956. Troglohyphantes henroti ingår i släktet Troglohyphantes och familjen täckvävarspindlar.
Artens utbredningsområde är Frankrike. Inga underarter finns listade i Catalogue of Life.